# Dans ses rêves (film)
Cet article concerne le film de Karey Kirkpatrick. Pour le téléfilm de Ryan Little, voir Dans ses rêves (téléfilm).
Pour plus de détails, voir Fiche technique et Distribution.
Dans ses rêves (Imagine That) est un film de Karey Kirkpatrick sorti en 2009.

## Synopsis
Evan Danielson, qui est un grand homme d'affaires, consacre davantage de temps à son travail qu'à sa fille, Olivia. Mais lorsque sa carrière commence à battre de l'aile, il décide d'utiliser le monde imaginaire inventé par sa fille pour arranger les choses.

## Fiche technique
- Titre original : Imagine That
- Scénario : Chris Matheson, Ed Solomon
- Réalisation : Karey Kirkpatrick
- Production : Catherine S. Mccomb, Ed Solomon, Lorenzo di Bonaventura Ric Kidney (de)
- Production exécutive : Ric Kidney (de)
- Production associée : Chris Baugh, Lars Winther
- Distributeur : Paramount Pictures
- Musique : Mark Mancina
- Décors : David Smith et William Arnold
- Costume : Ruth E. Carter
- Photo : John Lindley
- Montage : David Moritz
- Distribution : Paramount Pictures
- Budget : 55 millions de dollars
- Pays :  États-Unis -  Allemagne
- Langue : anglais
- Dates de sortie : 
  - États-Unis : 12 juin 2009
  - France : 30 septembre 2009
  - Allemagne : 29 octobre 2009

## Distribution
- Eddie Murphy (V. F. : Med Hondo) : Evan Danielson
- Marin Hinkle : Mme Davis
- Martin Sheen (V. F. : Marcel Guido) : Dante D'Enzo
- Thomas Haden Church (VF : Julien Kramer) : Johnny Whitefeather
- Yara Shahidi (V. F. : Charlotte Piazza) : Olivia
- Blake Hightower : Will Strother
- DeRay Davis (V. F. : Christophe Peyroux) : John Strother
- James Patrick Stuart M. Pratt
- Maia Kirkpatrick : Les enfants
- Michael McMillian : Brock Pressman
- Nicole Ari (V. F. : Agnès Manoury) : Parker Trish
- Richard Schiff : Carl Simons
- Robert Seay : Mike
- Ronny Cox (V. F. : Michel Ruhl) : Tom Stevens
- Stephen Rannazzisi (V. F. : Stéphane Pouplard) : Noah Kulick
- Stephen Root (VF : Michel Papineschi) : Fred Franklin
- Timm Sharp : Tod
- Tonita Castro : Graciella
- Vanessa Williams (V. F. : Aurélie Meriel) : Lori Struthers

Sources et légende : Version française selon le carton de doublage français.